# Le Choix tragique
Pour plus de détails, voir Fiche technique et Distribution.
Le Choix tragique (titre québécois ; titre original : God Bless the Child) est un téléfilm américain réalisé par Andra Hamori, Denis Héroux et Denis Nemec (en coproduction) sorti en 1988. Il raconte l'histoire d'une mère qui fait des sacrifices pour sa fille Hillary après s'être fait laissée par son mari.

## Résumé
Theresa Jonhson est une mère célibataire qui s'est faite abandonnée par son mari après que sa fille, Hillary, soit venue au monde. La mère et sa fille vivent dans un appartement du centre-ville quand tous les occupants se voient informés de leurs expulsions. Le terrain a été vendu et l'immeuble doit être démolie. Un jour, Theresa termine le travail plus tôt car elle veut chercher un endroit où vivre avec sa fille, mais le lendemain elle perd son emploi pour être partie plus tôt la veille. Les deux sont maintenant sans abri et cherche un coin pour y loger. Souvent, elles dorment dans la rue pour cause qu'elles ont nulle part où aller. Un jour, Theresa rencontre un travailleur, Calvin Reed (Dorian Harewood), qui l'aide à se trouver un appartement alors qu'elle reçoit de l'aide sociale. Leur nouvelle maison est sale et infestée de rats. Theresa et Hillary s'installe tout de même dans la nouvelle maison et la vie de leurs nouveaux voisins, les Watkins, est explorée. Les Watkins sont des afro-américains pauvres qui vivent dans une maison semblable à Theresa et Hillary. Le père de famille (Obba Babatundé) a quitté la maison et ne paie pas de pension alimentaire pour ses enfants. La famille reçoit de l'aide financière mais ne peuvent se permettre rien d'autre que le strict minimum, donc ils se meurent de faim pendant la fin du mois où la plupart des familles n'ont plus de coupons alimentaires. Le fils, Richard Watkins (Mos Def), espère briser le cercle vicieux de la pauvreté qui sévit dans sa famille en étant la première personne de sa famille à obtenir son diplôme du lycée. Puis, l'histoire revient à Theresa qui se fait expulsée de sa maison après avoir déclarée sa maison au ministère de la santé, à cause des rats. Theresa et Hillary retourne dans la rue, une fois de plus. Hillary contracte des maladies dû au fait des abris insalubres. À l'hôpital, Theresa est avertie que si sa fille contracte encore la maladie elle pourrait être gravement malade et avoir des problèmes de développement. En manque de stabilité, Theresa ne peut plus assurer la sécurité de sa fille, Hillary. Theresa demande à Monsieur Reed quels moyens, elles ont. Ce dernier, lui avoue que la seule possibilité serait de l'abandonner aux mains de la DPJ qui lui assurera une vie saine et équilibrée. Ils doivent savoir que Hillary est abandonnée pour aller la chercher. Theresa prend la décision de laisser Hillary dans un parc en sachant que Monsieur Reed ira la prendre. Avant de la quitter, Theresa lui donne un collier avec un cœur en lui disant de toujours se rappeler qu'elle l'aime. Quand elle part, Monsieur Reed et un autre travailleur social vont chercher Hillary et l'amène avec eux. L'histoire se termine sur Theresa qui, assise dans le parc, pleure l'abandon de sa fille comme Hillary qui pleure sa mère.

## Fiche technique
- Titre original : God Bless the Child
- Titre français: Le Choix tragique
- Titre québécois : Le choix tragique
- Réalisation : Andras Hamori, Denis Héroux
- Direction artistique : Larry Elikann
- Pays d'origine :  États-Unis
- Langue originale : anglais
- Durée : 93 minutes
- Date de sortie : 21 mars 1988

## Distribution
- Mare Winningham : Theresa Johnson
- Grace Johnston : Hillary Johnson
- L. Scott Caldwell : Althea Watkins
- Obba Babatundé : Raymond Watkins
- Dorian Harewood : Calvin Reed
- Jennifer Leigh Warren : Sharee Watkins
- Davenia McFadden : Kathleen
- Mos Def : Richard Watkins
- Jose Soto : Bobby Gifford
- Shawana Kemp : Tracy Watkins
- Charlayne Woodard : Chandra Watkins
- Akuyoe Graham : Charlesletta
- Nicholas Podbrey : Kenny
- Brenda Denmark : Elizabeth
- Kate Lynch : Carrie